# ميريام كيتس
ميريام جوي كيتس  (مواليد 23 أغسطس 1982)  هي سياسية في حزب المحافظين البريطاني تم انتخابها كعضو في البرلمان (MP) عن بينيستون وستوكسبريدج في الانتخابات العامة لعام 2019 . قبل مسيرتها المهنية في البرلمان، كانت المديرة المالية لشركة استشارية تكنولوجية، ومعلمة، ومستشارة أبرشية.

## حياتها
وُلدت في شيفيلد، ساوث يوركشاير، إنجلترا، ودرست بمدرسة الملك إدوارد السابع.  درست علم الوراثة في جامعة كامبريدج، وحصلت على شهادة الدراسات العليا في التربية من جامعة شيفيلد هالام، وعملت مدرسًا للعلوم في مدرسة تابتون في شيفيلد. ثم أصبحت المدير المالي لشركة الاستشارات التقنية، ردمبسيون ميديا. تشترك كيتس في ملكية الشركة مع زوجها.

## الحياة السياسية

### مستشار محلي
فكرت في الأصل في الانضمام إلى الديمقراطيين الليبراليين، بعد أن أشارت إلى أن لديهم عددًا قليلاً من أعضاء مجلس شيفيلد، وقد يكون لديها فرصة للانتخاب، لكنها «لم تكن مناسبة».  ذكرت لاحقًا أنها «كانت محظوظة جدًا من الانضمام إلى الديمقراطيين الأحرار.» 
تم انتخابها في عام 2015 كمستشار أبرشية لـ أغتبردجي ورد في مجلس أبرشية برادفيلد. أعيد انتخابها في عام 2019 واستقالت من مقعدها في عام 2021.  ترشح كيتس كمرشح محافظ عن جناح ستانينجتون في انتخابات مجلس مدينة شيفيلد لعام 2018 وانضم إلى الحزب في نفس العام. حصلت على 898 صوتا وحلت في المركز الثالث خلف مرشحي الديمقراطيين الأحرار.

### عضو في البرلمان
تم اختيار كيتس كمرشح محافظ عن بينيستون وستوكسبريدجفي 24 أكتوبر 2018. كانت قد دعمت سابقًا استمرار العضوية في الاتحاد الأوروبي في استفتاء عام 2016 ، لكن خلال الحملة الانتخابية، علقت على أنها غيرت رأيها منذ ذلك الحين ودعمت خروج بريطانيا من الاتحاد الأوروبي.  تم انتخاب كيتس نائباً في البرلمان في الانتخابات العامة لعام 2019 بأغلبية 7,210 (14.5٪) بتأرجح بنسبة 8.6٪ من حزب العمل إلى المحافظين.